# María Belén Mendé Fernández
María Belén Mendé Fernández (Córdoba, 1975) es una investigadora en Ciencia Política, y desde 2014 rectora de la Universidad Siglo 21. 

## Trayectoria profesional y académica

### Educación
María Belén Mendé Fernández es licenciada en Ciencia Política por la Universidad Católica de Córdoba y tiene un máster en Ciencias con especialidad en Comunicación Política por el Instituto Tecnológico y de Estudios Superiores de Monterrey. Además, es diplomada en Diseñador de Redes conversacionales y Coach Ontológico de la Universidad de Desarrollo de Chile y Newfield Consulting.

### Carrera investigadora
Ha desempeñado como docente e investigadora en diversas instituciones educativas tanto en Argentina como en México, encontrándose entre ellas el TEC de Monterrey, el Campus Mty México, la Universidad de Guadalajara, el ITESO de Guadalajara, la Universidad de las Américas de Puebla, la Universidad de Villa Rica Veracruz, la Universidad Católica de Córdoba y la Universidad Siglo 21. Sus ámbitos de investigación comprenden escenarios políticos latinoamericanos, comunicación, análisis políticos y gerencia de Gobierno y educación.
En paralelo también ha asesorado a gobiernos municipales y estatales así como a ministerios y secretarías en América Latina. Por otra parte, ha sido Directora de Relaciones Externas de la EGADE, Tec de Mty, y Directora de Comunicación de la misma institución.
Ha escrito varios libros y ha participado en congresos internacionales como expositora en las áreas donde se ha profesionalizado.

### Universidad Siglo 21
María Belén ha ocupado diversos cargos en la Universidad Siglo 21; desempeñó desde el 2007 como mentora de la carrera de Ciencia Política, secretaria de gestión y evaluación académica, además de como directora del programa Bid/Fomin Empresas Familiares de la Región Centro de Argentina y posteriormente como Vicerrectora de Asuntos Académicos. Desde el año 2014 ocupa el cargo de Rectora de la Universidad, desde el que ha promovido por la innovación educativa y por la inversión tecnológica. Además, es la primera mujer que ocupa este cargo en la institución.
Además, María Belén es miembro del Consejo de Rectores de Universidades Privadas así como miembro del Foro de Rectores de Córdoba y actual miembro del Comité Directivo de la Red Ilumno, que engloba a 16 universidades en América Latina, asesorando a universidades en el desarrollo de sus Modelos Académicos. Por otra parte, es miembro de la Red de Mujeres Líderes de las Américas  y de la International Association of University Presidents, una organización no gubernamental que posee participación en conjunto con la ONU y UNESCO. Además, es miembro del Foro Estratégico para el Desarrollo Nacional de Argentina. Ha sido miembro de la Organización de Consultores Políticos (OCPLA) de la Fundación Konrad Adenauer y desde el año 2011, es miembro y participante activo del Programa de líderes Educativos de la Fundación Córdoba Mejora, un entidad orientada a la mejora de la igualdad de oportunidades y dedicada a desarrollar proyectos que inspiren cambios positivos en la sociedad.

## Perfil innovador
Ana Belén ha promovido intensamente la innovación educativa en las instituciones en las que ha trabajado. Desde el rectorado de la Universidad Siglo 21 ha apostado por el empleo de tecnología en la educación y también por el aprendizaje personalizado y la formación por habilidades.
Sus aportaciones contribuyen a los Objetivos de Desarrollo Sostenible, especialmente a la educación de calidad (ODS 4), a la consecución de la igualdad de género (ODS 5) y al fomento de la innovación (ODS 9).
Además, es miembro de numerosos foros donde se promueve la innovación así como de la asociación española Innovactoras.